# Cantharellus pusio
Cantharellus pusio é uma espécie de fungo pertencente à família Cantharellaceae.